# Asilus crabroniformis
Asilus crabroniformis là một loài ruồi trong họ Asilidae. Asilus crabroniformis được Linnaeus miêu tả năm 1758. Loài này phân bố ở vùng Cổ Bắc giới.

## Hình ảnh

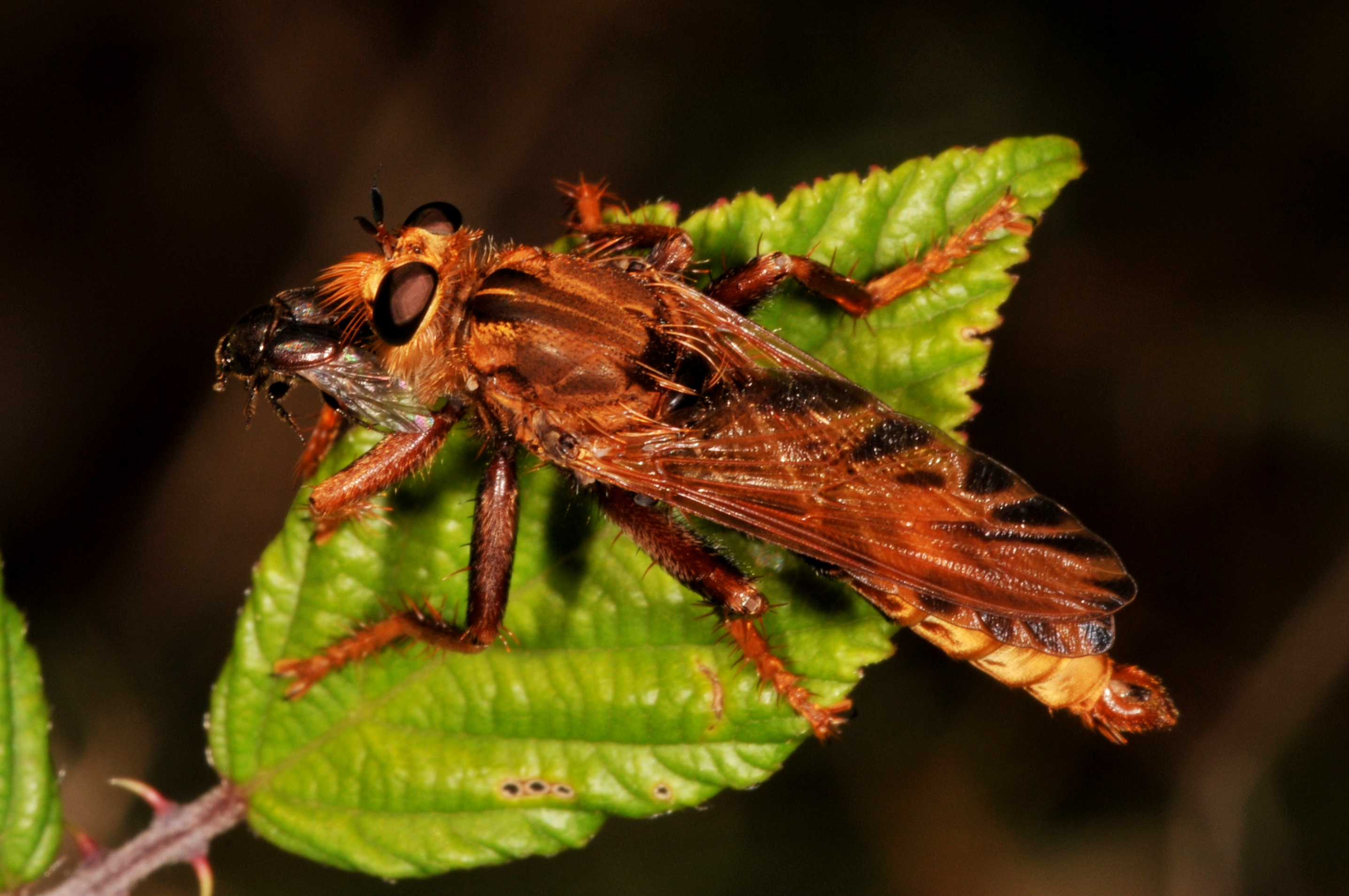
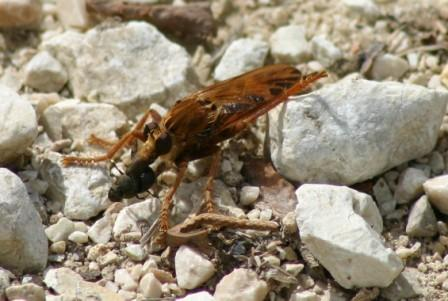
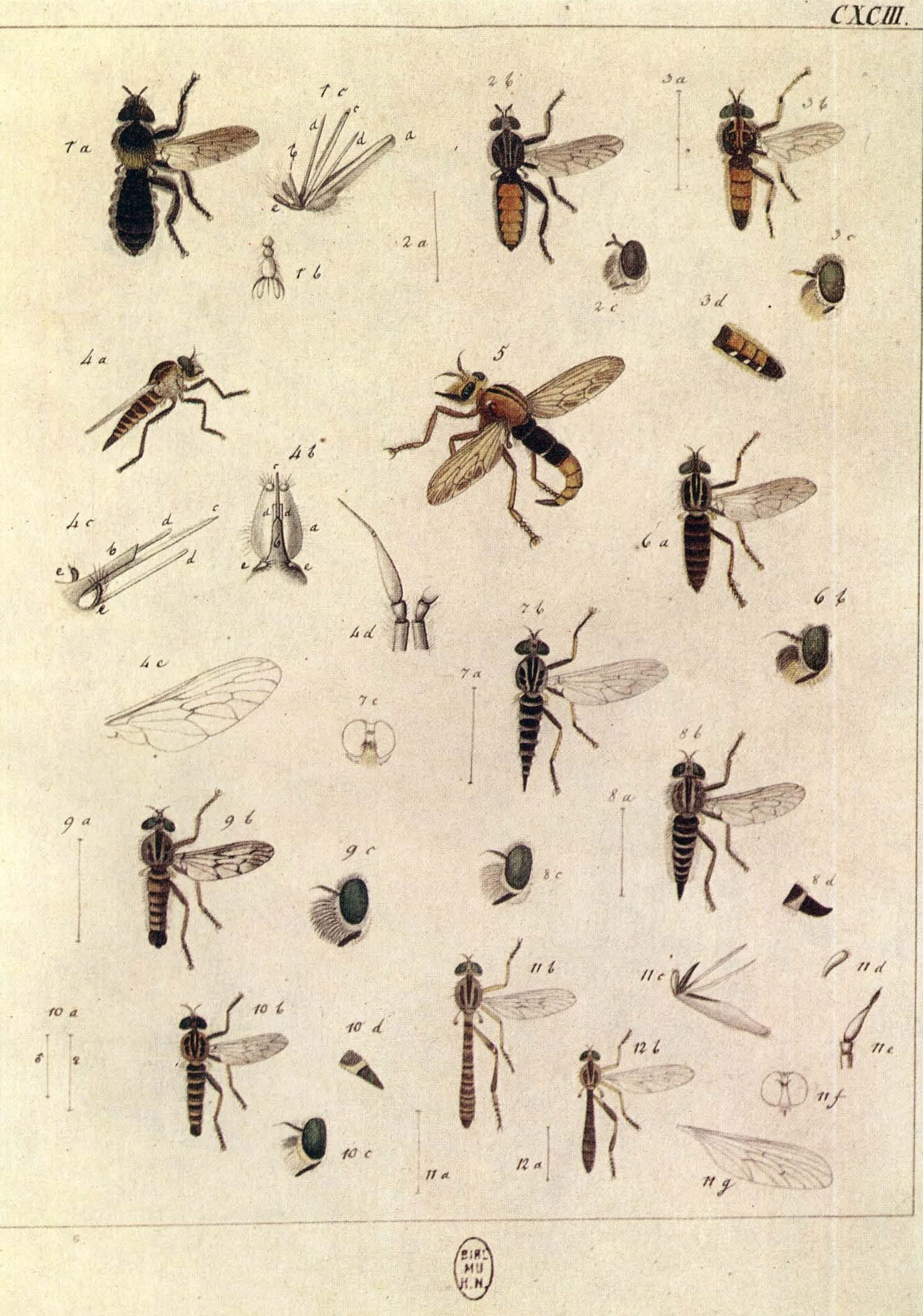